# 炮 (シャンチー)

炮（砲）の棋子（駒）

炮（ほう、拼音:  pào パオ）、砲は、シャンチー（中国象棋）の棋子（駒）の種類の1つである。それぞれが2枚ずつ持っている。紅方（先手）は「炮」、黒方（後手）は「砲」（または「包」）である。動きは車と同様。他の駒がなければ、縦横に何路でも動ける。斜めには動けない。しかし、駒を取る時は、炮と取られる駒との間に（味方あるいは敵の）駒が1つなければならない（この駒は「炮架〈パオヂィア〉」あるいは「砲台〈パオタイ〉」と呼ばれる）。
このように相手駒を取る駒はチェス、将棋、マークルックなど他系統の将棋類にはなく、シャンチー系統（チャンギ、チュンジー）に特有である。
砲は投石機、炮は火薬を動力とする投石機を意味する。古代には、「礮」と「包」の文字が使用された。「礮」は「砲」の古字であり、「包」は味方と敵を区別するために使われた。

## 動き
開局時（序盤）は、盤上の駒数が多いため、炮の火力を容易に発揮できる。初手は炮を動かすのが最も多い。例えば当頭炮（炮8平5または炮2平5）、仕角炮、巡河炮、過宮炮などである。
しかしながら、戦局が進行するにつれて、炮台が減っていくため炮の威力は減少する。残局（終盤）では、炮と相手の馬の交換は炮側の得となるだろう。